# Syrinx (anatomie)
Pour les articles homonymes, voir Syrinx.

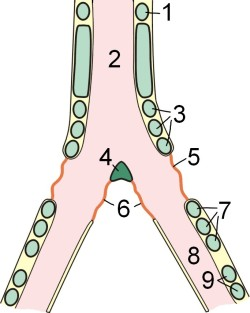
Descriptif de la trachée et bronche des oiseaux
1- Dernier anneau cartilagineux de la trachée
2- Tympanum
3- muscles
4- Pessulus
5- Membrane tympanique externe
6- Membrane tympanique interne
7- second groupe de muscle
8- Bronche principale
9- Anneaux cartilagineux bronchique

La (ou le) syrinx est un organe au fond de la trachée des oiseaux. C’est l’organe qui leur permet d'émettre des vocalises, comme le larynx pour les autres Vertébrés. Contrairement aux mammifères chez qui le larynx se situe au-dessus de la trachée, la syrinx se trouve sous la trachée, entourée des sacs aériens claviculaires (bronche), au niveau de la 2e ou 3e vertèbre thoracique et de la bifurcation de la trachée. 

## Description
L'organe vocal est constitué d'une structure cartilagineuse qui fait vibrer une membrane devant deux cavités ou pavillons qui servent de caisse de résonance. Chez les canards, le cartilage est surmonté d'un renflement que l'on appelle tambour ou bulle de la syrinx et qui permet d'amplifier les sons. Chez certaines espèces les deux pavillons peuvent ne pas vibrer à la même fréquence de façon à produire une note différente. Pour d'autres, les pavillons sont absents.

### Les muscles
- syringealis superficialis
- syringealis profundus
- syringealis dorsalis et tracheobronchialis dorsalis
- syringealis ventralis

### Différences anatomiques

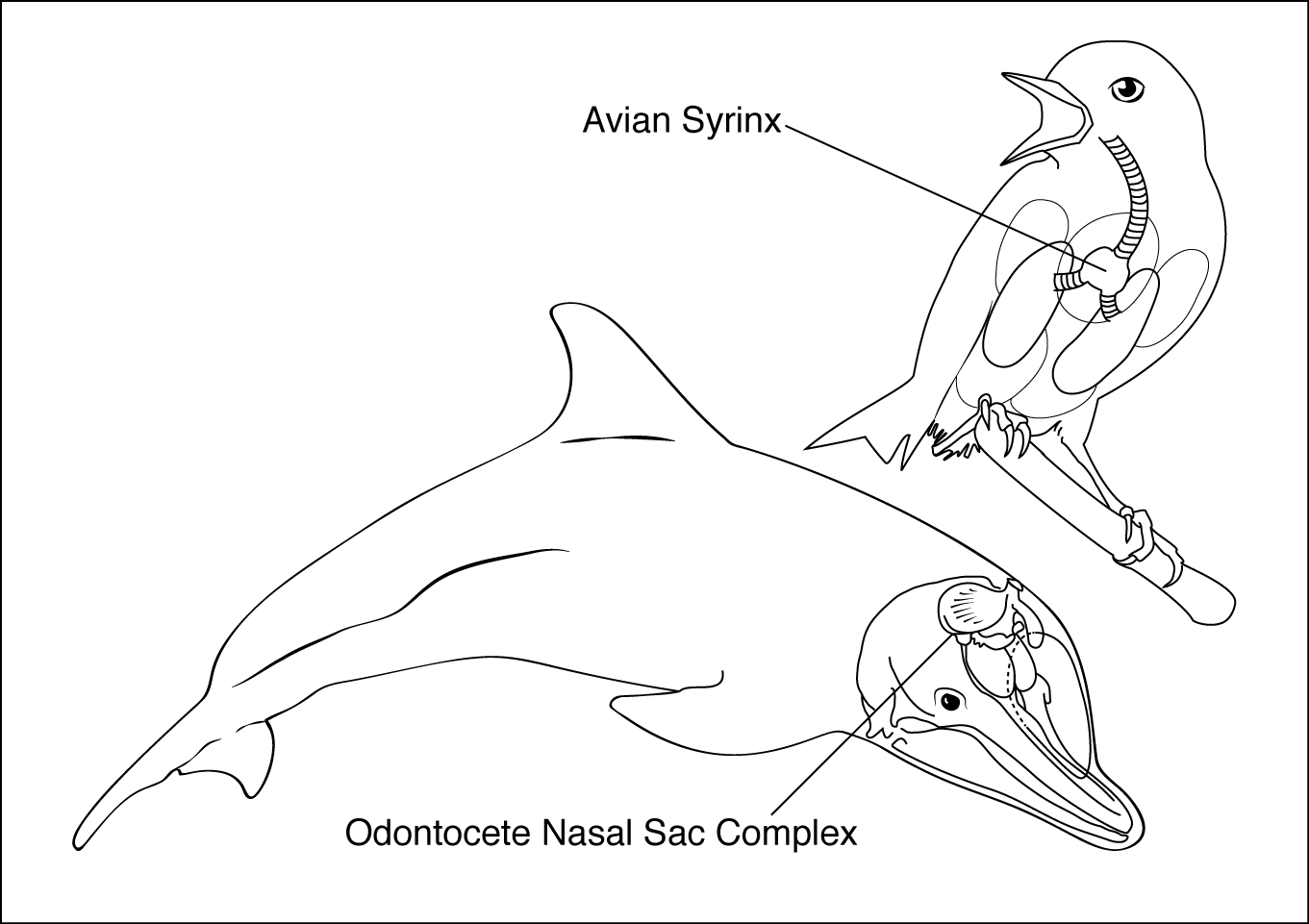
Emplacement de la syrinx chez un oiseau et comparaison avec l'organe de production de son d'un dauphin.

La syrinx est plus ou moins sophistiquée selon les espèces et les sexes. Elle est en effet souvent plus développée chez les mâles, plus aptes à chanter. Chez les perroquets, la musculature qui permet à la syrinx de vibrer est très développée, même si on trouve des différences notables entre les groupes. On dénombre trois paires de muscles pour ces espèces.
Le cygne chanteur et les grues ont une trachée très allongée, qui sert de caisse de résonance.
La syrinx est très peu développée chez les vautours, les autruches et quelques espèces de cigognes.
Traditionnellement les syrinx sont classées en trois groupes : trachiale, bronchiale et trachéobronchiale en fonction de leur position relative par rapport à la bifurcation de la trachée. Cependant leur définition est toute relative et varie selon les auteurs.
La syrinx permet, dans la classification classique, de classer les espèces de l'ordre des Falconiformes ou la sous-famille des Arinae.